# Kalabagh
Kalabagh é uma cidade do Paquistão localizada na província de Punjab.